# مکانیک (پیشه)

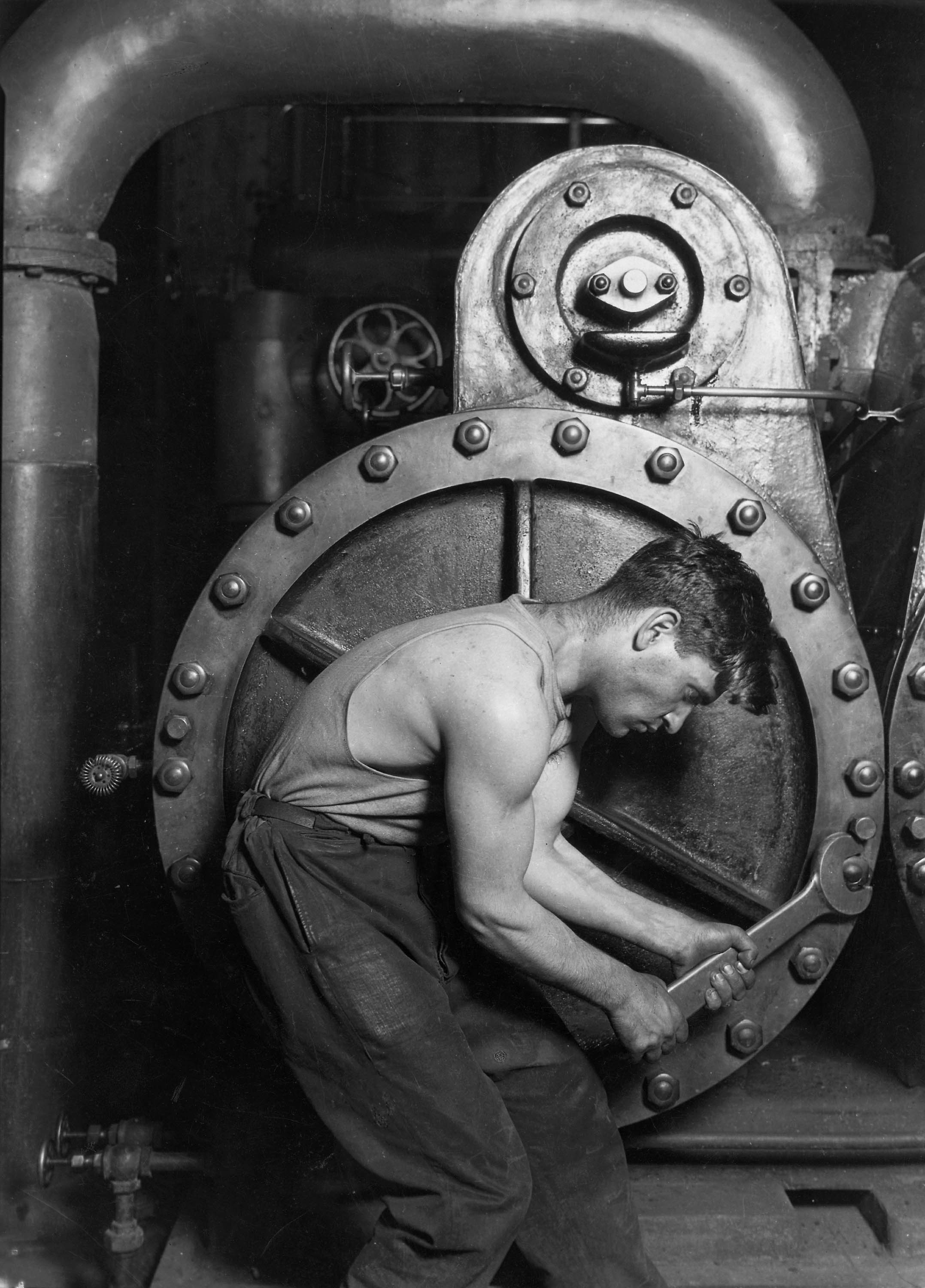
مکانیک (مکانیسین)

مکانیک (مکانیسین) کسی است که با استفاده از ابزار به تعمیر و نگهداری دستگاه‌ها و ابزارهای مکانیکی مانند موتور و ماشین می‌پردازد. بسیاری از مکانیک‌ها در تنها در یک زمینه خاص مهارت دارند. انواع زمینه‌های کار مکانیک عبارتند از: تعمیرات خودرو، تعمیرات دوچرخه، تعمیرات دیگ بخار، مکانیک نگهداری از تجهیزات صنعتی، تعمیرات تجهیزات تهویه مطبوع، تعمیرات یخچال، تعمیرات هواپیما، تعمیرات موتورهای دیزل و تعمیرات خوروهای زره پوش در ارتش.